# Matthias Dobbelaere-Welvaert
Matthias Dobbelaere-Welvaert is een Belgische privacyactivist en -jurist, en directeur bij de stichting the Ministry of Privacy. Hij verwierf bekendheid door de mediazaak tegen vingerafdrukken op de e-ID voor het Grondwettelijk Hof.

## Biografie
Dobbelaere-Welvaert behaalde in 2010 zijn master in de rechten aan de Universiteit Gent. In 2011 behaalde hij een postgraduaat ICT & Media Law aan de KU Leuven.
In 2010 richtte hij met enkele medestudenten het juristenkantoor deJuristen op, dat in 2017 de eerste Europese chatbot lanceerde die juridisch advies kan geven. In 2019 verkocht Dobbelaere-Welvaert de meerderheid van zijn aandelen in deJuristen aan investeerder Cronos, en verliet hij het bedrijf. De schuldenberg was te hoog gegroeid en Cronos trok de stekker uit de werkzaamheden van Dobbelaere-Welvaert. Hij richtte datzelfde jaar nog Ethel op.
Sinds 2014 is hij docent aan de Erasmushogeschool Brussel, waar hij Copyrights and Mediarights doceert.
Dobbelaere-Welvaert gaf in 2020 het boek Ik weet wie je bent en wat je doet uit.

### Privacyactivisme
Ondanks negatief advies van de Gegevensbeschermingsautoriteit en de Liga voor Mensenrechten, keurde de Kamer in november 2018 een voorstel van minister Jan Jambon goed, waardoor op elke nieuwe elektronische identiteitskaart vingerafdrukken worden opgeslagen. Nog in dezelfde maand kondigde Dobbelaere-Welvaert aan naar het Grondwettelijk Hof te trekken tegen deze beslissing. Om de zaak te bekostigen, startte the Ministry of Privacy een crowdfundingsactie.
Dobbelaere-Welvaert gaf eerder al aan ook verzet te onderzoeken tegen de uitbreiding van ANPR-camera's, de digitale meter en gezichtsherkenning. Hij schrijft regelmatig opiniestukken voor VRT NWS en Knack.